# Shorttrack-Europameisterschaften 2013
Die Shorttrack-Europameisterschaften 2013 waren die 17. Auflage der Shorttrack-Europameisterschaften und fanden vom 18. bis 20. Januar 2013 in der Malmö Arena im schwedischen Malmö statt. Ausrichter war die Internationale Eislaufunion (ISU).
Insgesamt wurden vier Europameistertitel vergeben, jeweils einer im Mehrkampf und in der Staffel an Männer und Frauen. Um den Mehrkampfeuropameister zu ermitteln, bestritten die Athleten Wettkämpfe über die drei Distanzen 500 m, 1000 m und 1500 m. Die acht in der Mehrkampfwertung bestplatzierten Athleten nach diesen drei Strecken traten dann im 3000-m-Superfinale an.
Bei den Frauen gewann Arianna Fontana den Mehrkampftitel. Sie siegte souverän vor Elise Christie und Jorien ter Mors. Bei den Männern gewann Freek van der Wart den Mehrkampftitel. Er setzte sich vor Sjinkie Knegt und Wiktor Ahn durch. Das Staffelfinale bei den Frauen gewann die Niederlande vor Deutschland und Polen, bei den Männern siegte Russland vor der Niederlande und Ungarn.

## Teilnehmende Nationen
Insgesamt nahmen 123 Athleten aus 25 Ländern an den Europameisterschaften teil, darunter 64 Männer und 59 Frauen.
| Teilnehmende Nationen (Frauen/Männer)                                                        | Teilnehmende Nationen (Frauen/Männer)                                           | Teilnehmende Nationen (Frauen/Männer)                                       | Teilnehmende Nationen (Frauen/Männer)                                    | Teilnehmende Nationen (Frauen/Männer)                                  |
| -------------------------------------------------------------------------------------------- | ------------------------------------------------------------------------------- | --------------------------------------------------------------------------- | ------------------------------------------------------------------------ | ---------------------------------------------------------------------- |
| Belarus (5/5) Bosnien und Herzegowina (0/1) Bulgarien (5/4) Dänemark (0/1) Deutschland (5/5) | Frankreich (0/5) Großbritannien (4/5) Israel (0/1) Italien (5/5) Lettland (1/1) | Litauen (1/0) Niederlande (5/5) Österreich (1/0) Polen (5/5) Rumänien (4/0) | Russland (5/5) Schweden (1/0) Schweiz (0/1) Serbien (0/1) Slowakei (1/0) | Spanien (1/1) Tschechien (1/1) Türkei (0/2) Ukraine (4/5) Ungarn (5/5) |

## Zeitplan
Der Zeitplan war parallel für Frauen und Männer wie folgt gestaltet.
Freitag, 18. Januar 2013
- 1500 m: Vorlauf, Halbfinale, Finale
- Staffel: Vorlauf

Samstag, 19. Januar 2013
- 500 m: Qualifikation, Vorlauf, Viertelfinale, Halbfinale, Finale
- Staffel: Halbfinale

Sonntag, 20. Januar 2013
- 1000 m: Vorlauf, Viertelfinale, Halbfinale, Finale
- 3000 m: Superfinale
- Staffel: Finale

## Ergebnisse

### Frauen
| Wettbewerb             | Gold                                                                            | Gold         | Silber                                                               | Silber       | Bronze                                                                             | Bronze       |
| Wettbewerb             | Athletin                                                                        | Leistung     | Athletin                                                             | Leistung     | Athletin                                                                           | Leistung     |
| ---------------------- | ------------------------------------------------------------------------------- | ------------ | -------------------------------------------------------------------- | ------------ | ---------------------------------------------------------------------------------- | ------------ |
| 500 Meter              | Arianna Fontana                                                                 | 0:44,961 min | Jorien ter Mors                                                      | 0:45,015 min | Patrycja Maliszewska                                                               | 0:45,208 min |
| 1000 Meter             | Elise Christie                                                                  | 1:30,445 min | Arianna Fontana                                                      | 1:30,742 min | Jorien ter Mors                                                                    | 1:30,757 min |
| 1500 Meter             | Elise Christie                                                                  | 2:26,741 min | Arianna Fontana                                                      | 2:27,197 min | Charlotte Gilmartin                                                                | 2:28,043 min |
| 3000 Meter Superfinale | Arianna Fontana                                                                 | 6:12,987 min | Jorien ter Mors                                                      | 6:13,268 min | Bernadett Heidum                                                                   | 6:13,746 min |
| 3000 Meter Staffel     | Niederlande Jorien ter Mors Sanne van Kerkhof Yara van Kerkhof Lara van Ruijven | 4:18,569 min | Deutschland Tina Grassow Christin Priebst Julia Riedel Bianca Walter | 4:18,692 min | Polen Aida Bella Paula Bzura Natalia Maliszewska Patrycja Maliszewska Marta Wojcik | 4:19,794 min |
| Gesamtwertung          | Arianna Fontana                                                                 | 110 Punkte   | Elise Christie                                                       | 70 Punkte    | Jorien ter Mors                                                                    | 60 Punkte    |

### Männer
| Wettbewerb             | Gold                                                                                      | Gold         | Silber                                                                      | Silber       | Bronze                                                          | Bronze       |
| Wettbewerb             | Athlet                                                                                    | Leistung     | Athlet                                                                      | Leistung     | Athlet                                                          | Leistung     |
| ---------------------- | ----------------------------------------------------------------------------------------- | ------------ | --------------------------------------------------------------------------- | ------------ | --------------------------------------------------------------- | ------------ |
| 500 Meter              | Wladimir Grigorjew                                                                        | 0:41,330 min | Sjinkie Knegt                                                               | 0:41,407 min | Wiktor Ahn                                                      | 0:41,432 min |
| 1000 Meter             | Freek van der Wart                                                                        | 1:26,627 min | Wiktor Ahn                                                                  | 1:26,787 min | Semjon Jelistratow                                              | 1:26,978 min |
| 1500 Meter             | Sjinkie Knegt                                                                             | 2:21,085 min | Niels Kerstholt                                                             | 2:21,101 min | Yuri Confortola                                                 | 2:21,212 min |
| 3000 Meter Superfinale | Freek van der Wart                                                                        | 4:59,312 min | Sjinkie Knegt                                                               | 4:59,369 min | Semjon Jelistratow                                              | 4:59,786 min |
| 5000 Meter Staffel     | Russland Wiktor Ahn Wladimir Grigorjew Semjon Jelistratow Jewgeni Kosulin Ruslan Sacharow | 6:51,293 min | Niederlande Daan Breeuwsma Niels Kerstholt Sjinkie Knegt Freek van der Wart | 6:51,465 min | Ungarn Bence Béres Csaba Burján Viktor Knoch Shaolin Sándor Liu | 7:02,574 min |
| Gesamtwertung          | Freek van der Wart                                                                        | 84 Punkte    | Sjinkie Knegt                                                               | 76 Punkte    | Wladimir Grigorjew                                              | 41 Punkte    |

## Medaillenspiegel
| Platz  | Land           | Gold | Silber | Bronze | Gesamt |
| ------ | -------------- | ---- | ------ | ------ | ------ |
| 1      | Niederlande    | 2    | 2      | 1      | 5      |
| 2      | Russland       | 1    | –      | 1      | 2      |
| 3      | Italien        | 1    | –      | –      | 1      |
| 4      | Deutschland    | –    | 1      | –      | 1      |
| 4      | Großbritannien | –    | 1      | –      | 1      |
| 6      | Polen          | –    | –      | 1      | 1      |
| 6      | Ungarn         | –    | –      | 1      | 1      |
| Gesamt | Gesamt         | 4    | 4      | 4      | 12     |